# Sölve
 Sölve  - também referido como Salve, Solve ou Sølve - foi um rei lendário da Suécia no século VI. Está referido na Ynglingatal do historiador islandês Tjodolfo de Hvinir do século IX, na Saga dos Inglingos do historiador islandês Snorri Sturluson do século XIII, e na História da Noruega do século XII.
Sölve, filho do rei Högne, era rei da Jutlândia, na Dinamarca, mas usurpou o trono dos Suíones, durante um período da Dinastia dos Inglingos. A Saga dos Inglingos conta: Depois de ter queimado vivo dentro de casa o rei Ósteno, o rei dinamarquês Sölve da Jutlândia, ocupou o trono dos Suíones. Passado algum tempo, os Suíones revoltaram-se e destronaram Sölve, dando o trono a Inguar, o Grisalho, filho de Ósteno.